# 代勒
代勒（法語：Delle，法語發音：[dɛl]），法国东北部城市，勃艮第-弗朗什-孔泰大区贝尔福地区省的一个市镇，隶属于贝尔福区，其市镇面积为9.2平方公里，2022年1月1日时人口数量为5,677人，在法国城市中排名第1,906位。
代勒位于贝尔福地区省南部，南侧与瑞士接壤，是一个区域性的中心城市，连接法瑞两国的铁路由此通过。法国足球运动员及教练和雅克·克勒瓦西耶，以及法国陆军总司令蒂埃里·布克哈德、游泳运动员阿莫里·勒沃均出生于代勒。

## 地名来源

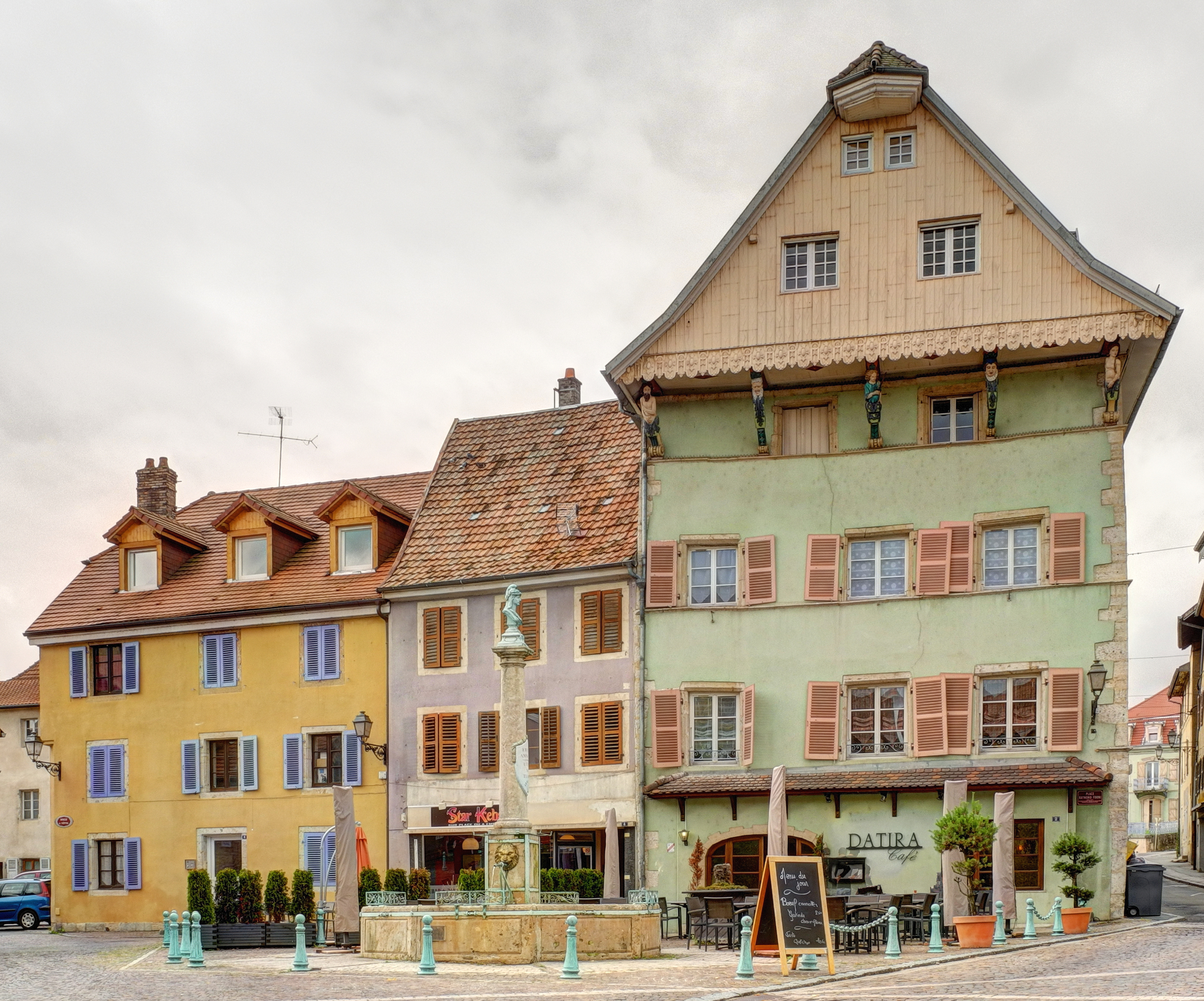
代勒的一处传统民居

“代勒”一名最初于728年以的形式被记载，其具体来源及含义尚有待考证。

## 历史
在公元1至2世纪间，阿莱讷河右岸已出现了一处村落，贝桑松－凯姆斯道路由此通过，中世纪初期，该村落逐渐形成市镇。公元736年，阿尔萨斯伯国将此片土地转让给了米尔巴克修道院，后者将其管辖至1231年。此后，腓特烈二世之子将其改建成为一处重要的军事城堡，后册封给了阿尔萨斯的一位领主。1358年，代勒获得市镇自由贸易宪章，并通过贵族选举产生了当地的首任执政官。1636年，路易十三通过征服将其划至法兰西王室。1659年，儒勒·马扎然再次将土地册封给了当地的领主，直至18世纪末。法国大革命后，代勒成为上莱茵省的一个市镇。工业革命期间，连接代勒和贝尔福的铁路线建成通车。普法战争后，阿尔萨斯-洛林地区被普鲁士军队占领，但在贝尔福战役的抵抗下，代勒所处的贝尔福地区未被划入普鲁士版图，后被单独设为法国的一个省份。二战时期，代勒曾被纳粹德军占领。二战后，代勒在法国-瑞士的合作交流中获得发展，人口有一定的增长，连接代勒和贝尔福的铁路线曾于1990年关闭，后于2018年再次开通。

## 地理

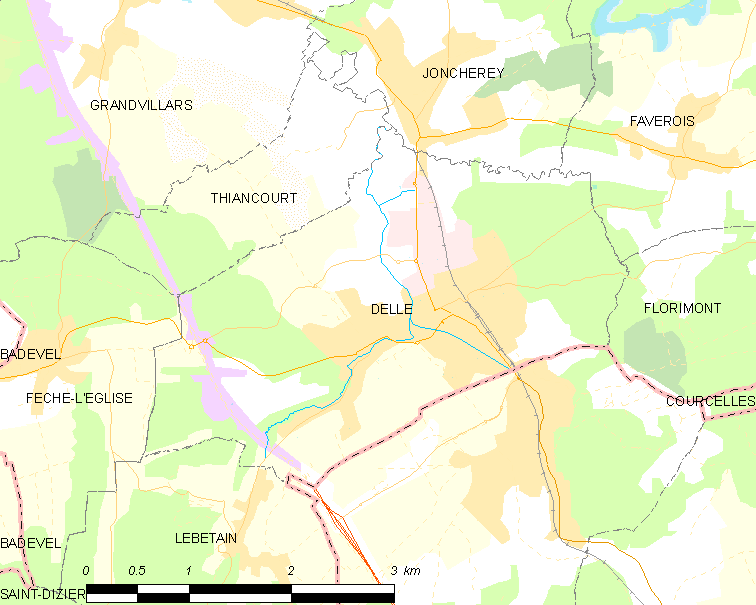
代勒市镇范围地图

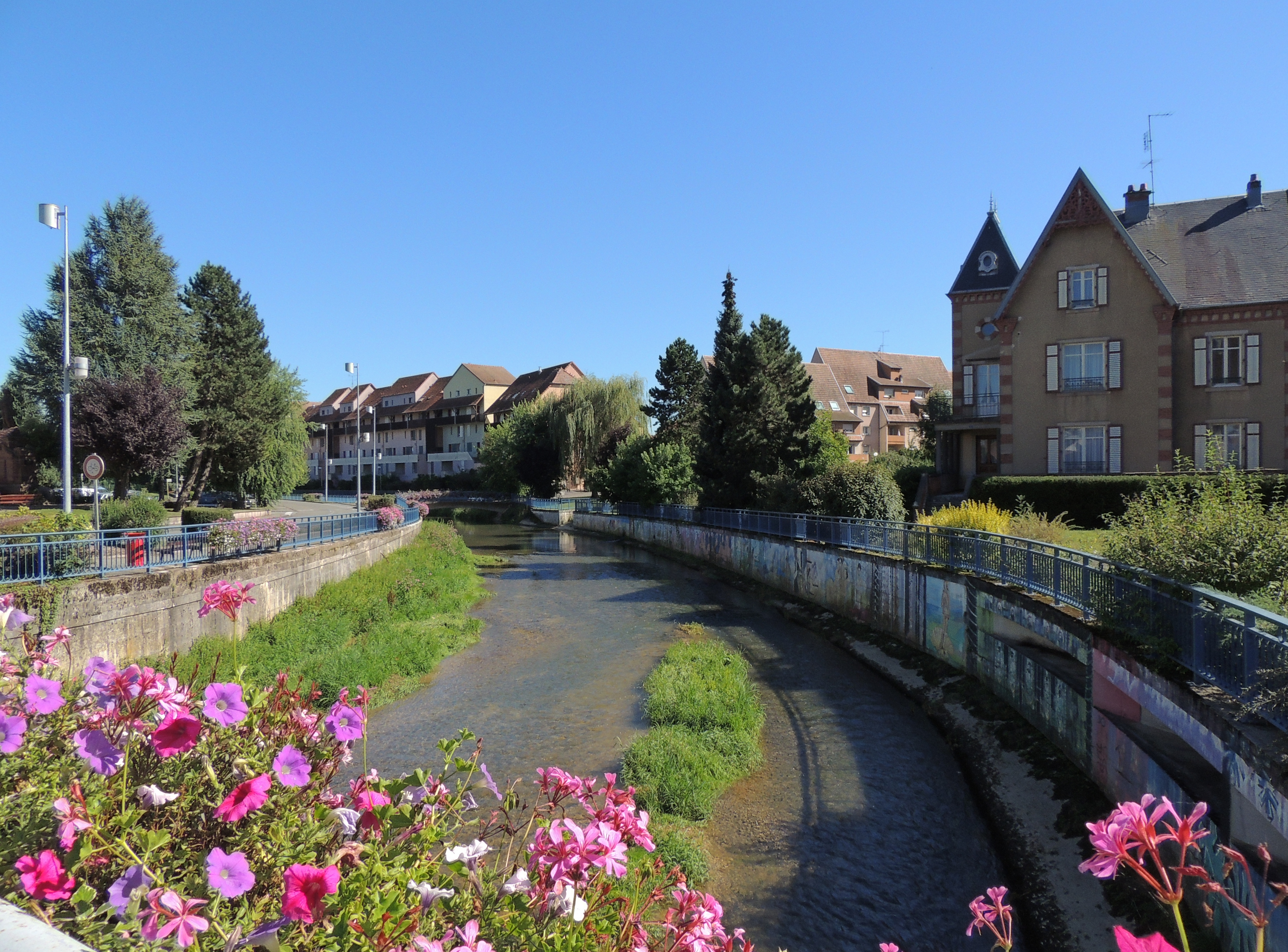
流经代勒的阿莱讷河

代勒位于法国东北部，勃艮第-弗朗什-孔泰大区东部和贝尔福地区省南部，距离省会贝尔福大约23公里。与代勒接壤的市镇包括：容什雷、法沃鲁瓦、费什莱格利斯、弗洛里蒙、勒伯坦、蒂扬库尔、邦庫爾。

### 地形
代勒位于汝拉山北部的延伸地区，境内以浅丘为主，市区地势平坦，全境海拔在353到443米之间。

### 水文
阿莱讷河自北向南流经境内，该河属于罗讷河水系。

### 植被
代勒属于温带落叶林区，市区东部有大片的天然林地。

### 气候
代勒在柯本气候分类法中属于受大陆气团影响的温带海洋性气候，年温差较小，降水分配均匀，受大陆气团影响，偶有极端气候发生。
距离代勒最近的气象站位于容什雷境内，以下为该气象站的数据（其中日照数据取自圣路易气象站）：
| 容谢里1981年－2019年 | 容谢里1981年－2019年 | 容谢里1981年－2019年 | 容谢里1981年－2019年 | 容谢里1981年－2019年 | 容谢里1981年－2019年 | 容谢里1981年－2019年 | 容谢里1981年－2019年 | 容谢里1981年－2019年 | 容谢里1981年－2019年 | 容谢里1981年－2019年 | 容谢里1981年－2019年 | 容谢里1981年－2019年 | 容谢里1981年－2019年 |
| 月份                 | 1月                  | 2月                  | 3月                  | 4月                  | 5月                  | 6月                  | 7月                  | 8月                  | 9月                  | 10月                 | 11月                 | 12月                 | 全年                 |
| -------------------- | -------------------- | -------------------- | -------------------- | -------------------- | -------------------- | -------------------- | -------------------- | -------------------- | -------------------- | -------------------- | -------------------- | -------------------- | -------------------- |
| 历史最高温 °C（°F）  | 18 (64)              | 21.8 (71.2)          | 25.4 (77.7)          | 29.5 (85.1)          | 33 (91)              | 35 (95)              | 38.1 (100.6)         | 39 (102)             | 32 (90)              | 29 (84)              | 25.5 (77.9)          | 21.1 (70.0)          | 39 (102)             |
| 平均高温 °C（°F）    | 4.9 (40.8)           | 6.8 (44.2)           | 11.3 (52.3)          | 15.4 (59.7)          | 20 (68)              | 23.4 (74.1)          | 25.8 (78.4)          | 25.4 (77.7)          | 20.8 (69.4)          | 15.8 (60.4)          | 9.3 (48.7)           | 5.4 (41.7)           | 15.4 (59.7)          |
| 日均气温 °C（°F）    | 1.2 (34.2)           | 2.1 (35.8)           | 5.8 (42.4)           | 9.1 (48.4)           | 13.6 (56.5)          | 16.9 (62.4)          | 19.1 (66.4)          | 18.6 (65.5)          | 14.8 (58.6)          | 10.5 (50.9)          | 5.1 (41.2)           | 2 (36)               | 9.9 (49.8)           |
| 平均低温 °C（°F）    | −2.6 (27.3)          | −2.5 (27.5)          | 0.3 (32.5)           | 2.8 (37.0)           | 7.2 (45.0)           | 10.4 (50.7)          | 12.4 (54.3)          | 11.8 (53.2)          | 8.7 (47.7)           | 5.3 (41.5)           | 0.9 (33.6)           | −1.4 (29.5)          | 4.4 (39.9)           |
| 历史最低温 °C（°F）  | −25 (−13)            | −19.6 (−3.3)         | −20 (−4)             | −7.5 (18.5)          | −4 (25)              | −0.5 (31.1)          | 2.5 (36.5)           | 0.5 (32.9)           | −1.2 (29.8)          | −7.5 (18.5)          | −13 (9)              | −21.5 (−6.7)         | −25 (−13)            |
| 平均降水量 mm（）    | 80.2 (3.16)          | 78.6 (3.09)          | 87.4 (3.44)          | 77.5 (3.05)          | 106.1 (4.18)         | 94.4 (3.72)          | 84.9 (3.34)          | 92.6 (3.65)          | 92.6 (3.65)          | 99.9 (3.93)          | 91.1 (3.59)          | 106.9 (4.21)         | 1,092.2 (43.00)      |
| 月均日照時數         | 74                   | 94.1                 | 138.1                | 176.1                | 200.1                | 226                  | 241.3                | 227.7                | 164.3                | 118.5                | 67.8                 | 55.1                 | 1,783.1              |
| 来源：infoclimat.fr  |                      |                      |                      |                      |                      |                      |                      |                      |                      |                      |                      |                      |                      |

## 行政区划
代勒是法国勃艮第-弗朗什-孔泰大区贝尔福地区省的一个市镇，编号为90033。代勒隶属于贝尔福区，管理代勒县，同时也是南部地区市镇公共社区的办公驻地。
法国国家统计与经济研究所（简称）在进行数据统计时，将代勒及相邻的另外198个市镇设为贝尔福-蒙贝利亚尔-埃里库尔-代勒城市区综合工会。同时，还将代勒市镇分为了3个“块区”（IRIS），以便于统计人口分布情况。

## 交通

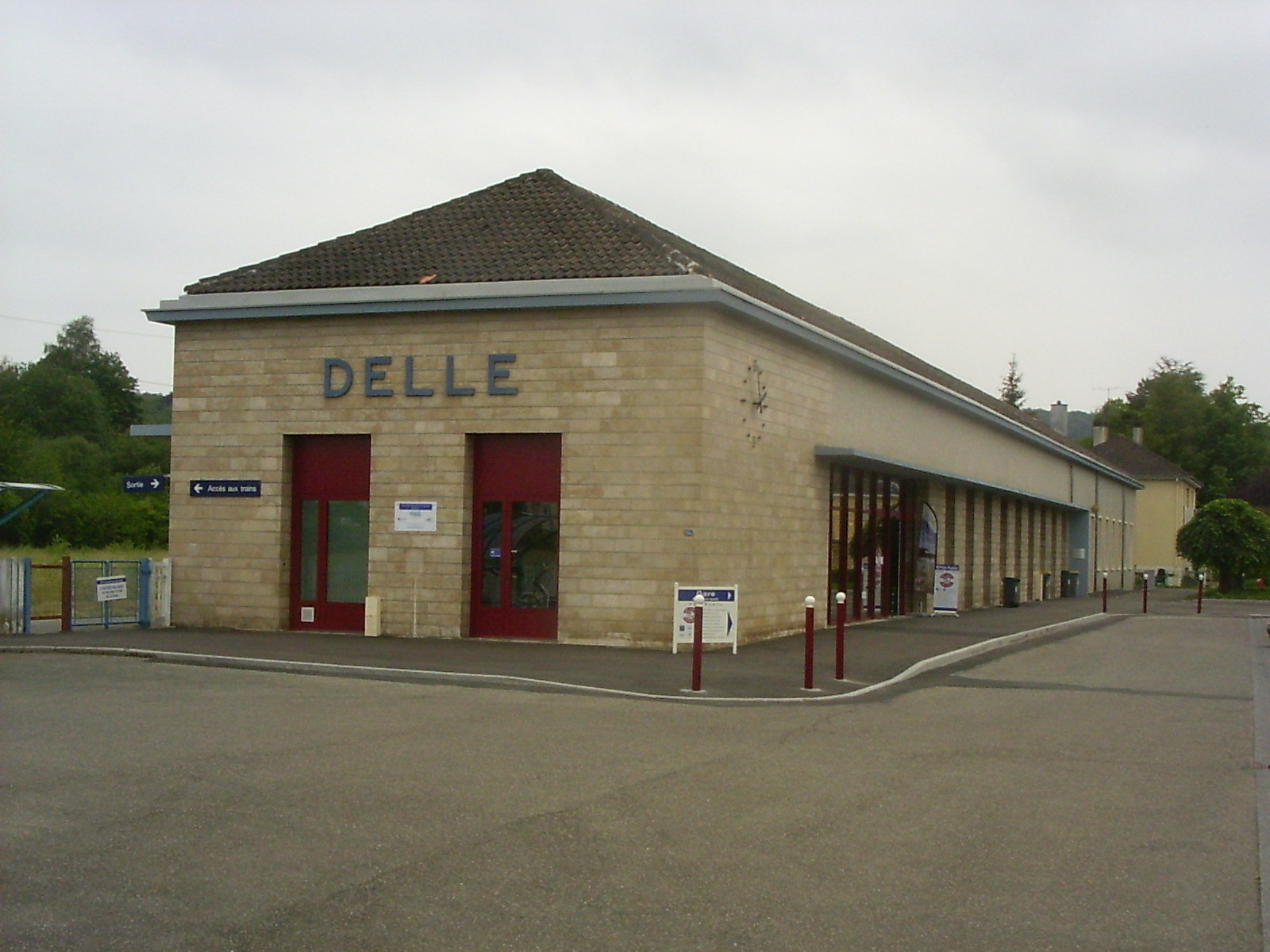
代勒火车站的主站房

### 公路
法国国道N1019线从市区西部过境，另有多条贝尔福地区省省道在代勒境内交汇，其中前往瑞士道路设有海关。勃艮第-弗朗什-孔泰大区下属的城际客运提供巴士线路，可前往周边部分市镇。
2017年，74.8%的代勒家庭拥有至少一辆的私人汽车。2018年，代勒境内共发生各类交通事故1起，造成1人受伤。

### 铁路
代勒位于贝尔福－代勒铁路和德莱蒙－代勒铁路的交汇处。代勒站位于市区东南部，是一个国际性的铁路车站，停靠前往贝尔福和比耶讷两个方向的区域列车，其中前往贝尔福方向的列车停靠贝尔福-蒙贝利亚尔TGV站，可联程中转前往法国多个城市的高速列车。

### 航空
距离代勒最近的民用航空站为巴塞尔-米卢斯-圣路易机场，距离代勒市中心的公路里程约49公里。

### 城市公共交通
代勒暂无城市公共交通系统。

## 政治

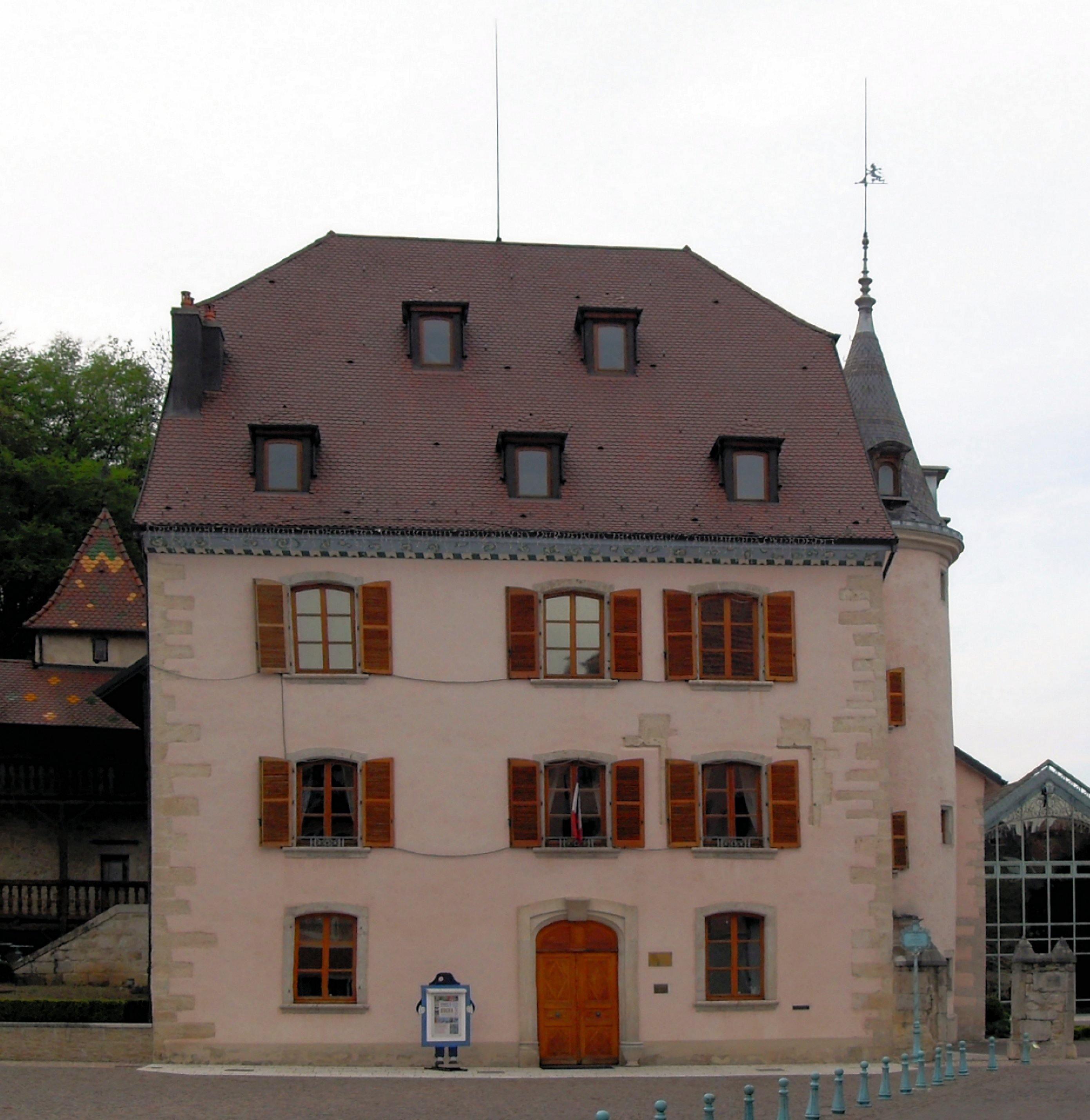
代勒市政厅

代勒的现任市长为桑德丽娜·拉尔谢女士（Sandrine Larcher），她是一名左翼无党派人士，在2020年的市政选举中获得了57.14%的支持率。
在2017年的法国总统大选中，法国第25任总统埃马纽埃尔·马克龙在代勒获得了56.18%的支持率。
| 代勒历届市长   |                 |                   |
| 任期           | 市长            | 党派              |
| 1944年－1945年 | 莱昂·里夏尔     | 不详              |
| 1965年－1971年 | 让·德布罗       | 不详              |
| 1971年－1978年 | 路易·克莱尔     | 不详              |
| 1979年－1991年 | 德尼·迈尔       | PS社会党          |
| 1991年－2004年 | 雷蒙·福尔尼     | PS社会党          |
| 2004年－2017年 | 皮埃尔·奥塞尔   | PS社会党          |
| 2017年－       | 桑德丽娜·拉尔谢 | DVG左翼无党派人士 |

## 人口
2017年，代勒市镇人口数量为5,690，在法国排名第1,906位。其中男性2,755人，女性2,935人，75岁及以上人口占8.3%，外籍人口数量为1,253人，人口密度为618人/平方公里，当地居民被称为（男性）或（女性）。2018年，代勒境内出生70人，死亡人口47人。
| 年份   | 1936  | 1946  | 1954  | 1962  | 1968  | 1975  | 1982  | 1990  | 1999  | 2004  | 2009  | 2014  | 2017  |
| ------ | ----- | ----- | ----- | ----- | ----- | ----- | ----- | ----- | ----- | ----- | ----- | ----- | ----- |
| 人口數 | 3,364 | 3,242 | 4,065 | 5,189 | 6,134 | 7,975 | 8,161 | 6,992 | 6,624 | 6,246 | 5,953 | 5,773 | 5,690 |

## 经济
代勒是一个区域性的中心城市，当地共有各类用人单位548家，平均历史为16年，其中97.97%为中小型企业（PME）。利西机械（Lisi Automotive Former，机械制造）、欧罗卡斯特（Eurocast Delle，金属加工）及布鲁克（Blouc，零售）是当地2019年营业额最高的三个企业，分别为258,171,271欧元、45,716,390欧元和32,383,277欧元。

## 财政收入
2018年，代勒的财政收入总额为6,371,820欧元，财政支出总额为5,859,640欧元，当年的债务总额为3,563,960欧元。
2015年，代勒的人均收入总额为2,398欧元，其中高职人员为4,337欧元，普通职员为1,777欧元。
2017年，代勒境内的青壮年（15至64岁）失业率为19.6%，当地50.7%的家庭拥有纳税资格。

## 社会事务

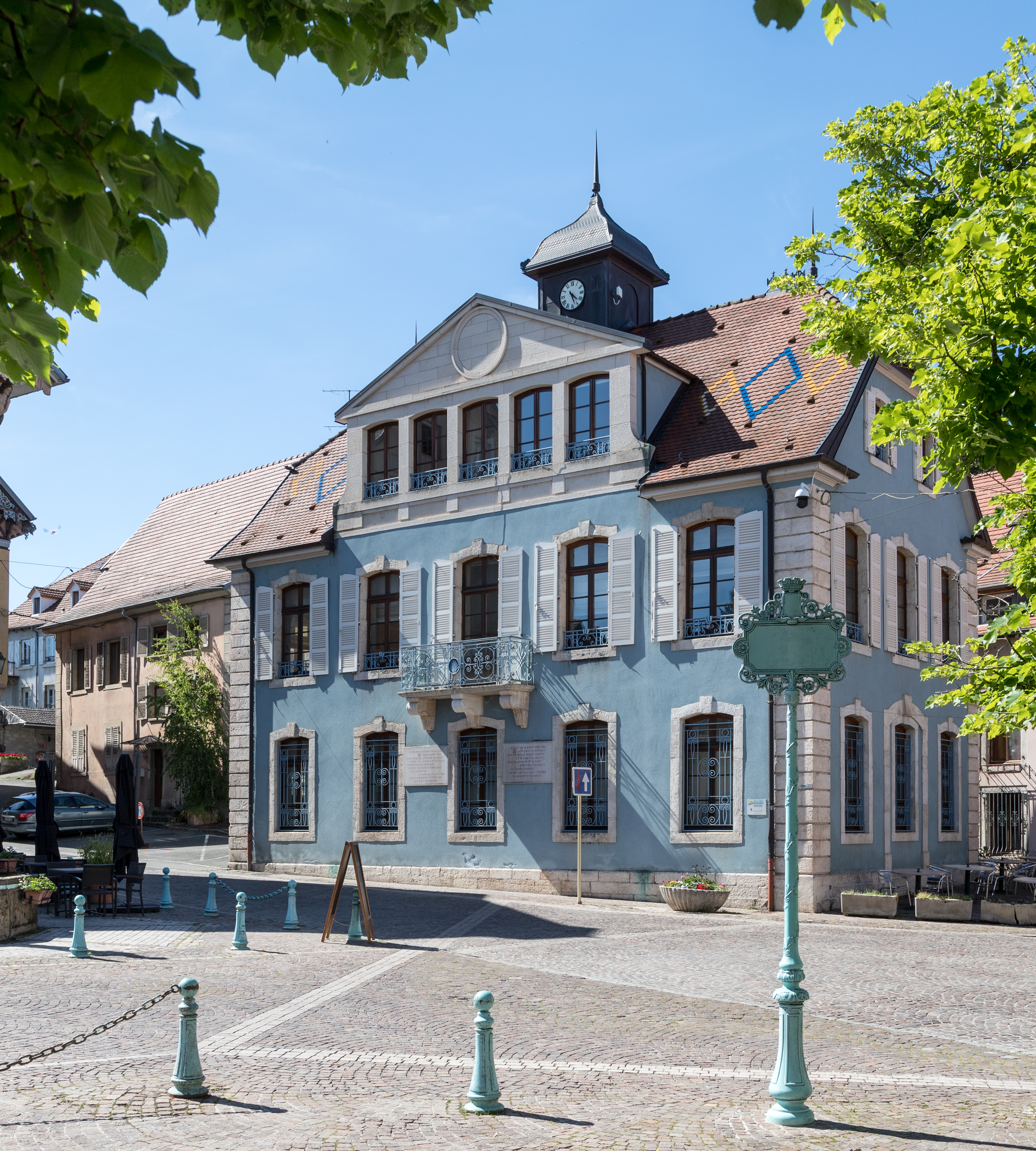
公共社区办公大楼

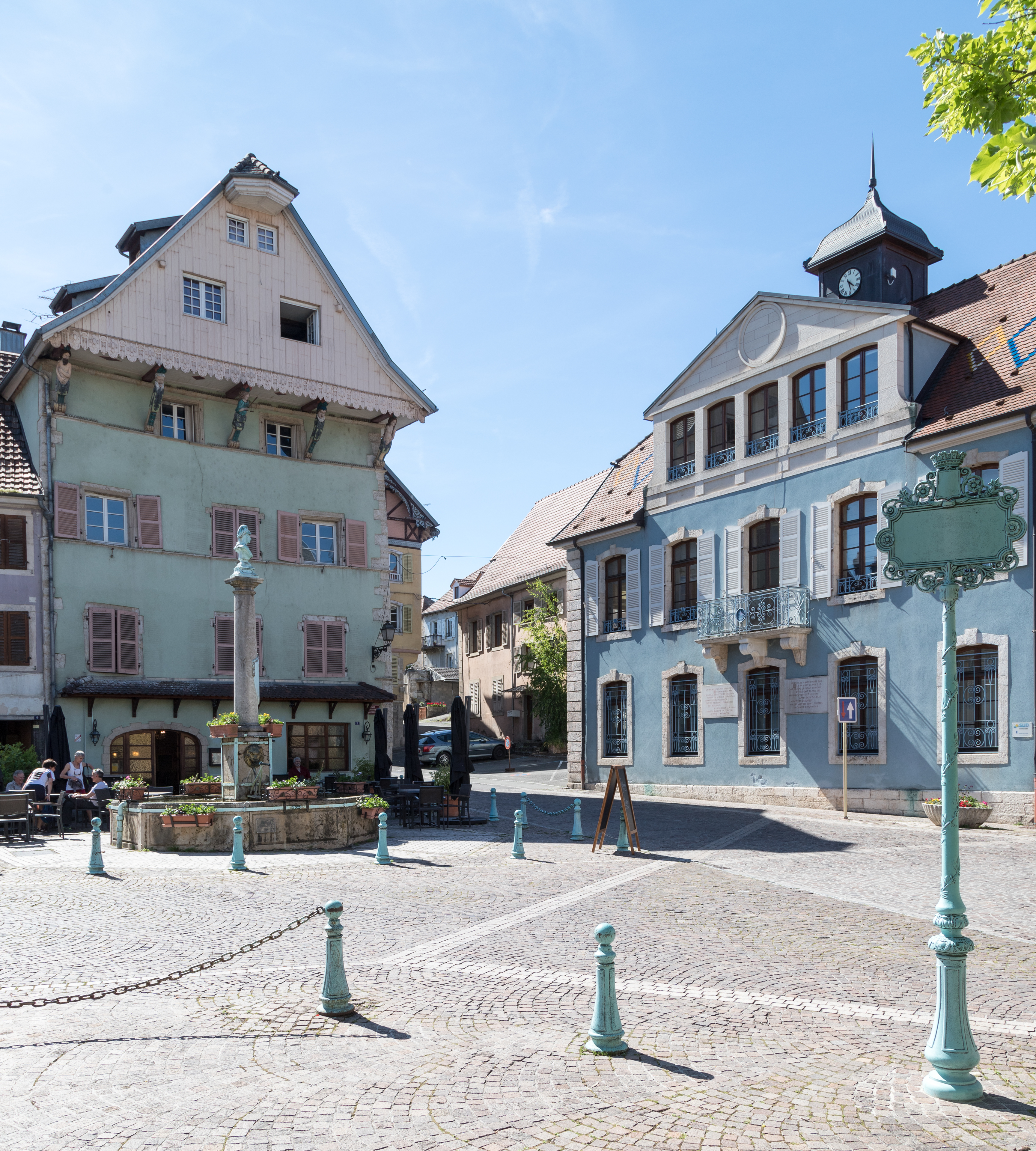
代勒市中心的雷蒙·福尔尼广场

### 教育
代勒属于贝桑松学区。截止2019年1月1日，代勒境内共有2所幼儿园、2所小学、1所初级中学和1所职业高中。2018至2019学年度，代勒境内共有在校中等教育阶段学生471名。

### 医疗
截止2019年1月1日，代勒境内共有全科医生5名、保健师3名、牙医1名、护士12名、助产士3名和儿科医生1名。境内共有药房2家和养老院2家。
距离代勒最近的区域性医疗机构为贝尔福中心医院（Centre Hospitalier de Delle），其在代勒设有一个包含76个床位的“四季养老院”（EHPAD Les Quatre Saisons）。

### 住房
2017年，代勒境内共有各类住房3,016套，其中41.8%为独立式居民区，56.8%为集中式居民区。常住房屋占代勒市镇范围内居民建筑总量的90.1%。

### 商业
2018年，代勒境内共有各类实体商铺121家，其中餐厅15家、大型超市6家、杂货店2家、面包房7家、肉铺1家、银行门店7家、美容美发店11家、汽车维修店10家。市区北部建有大型开放式商业街区。

### 体育
2019年，代勒境内共有1家游泳池、3间体育馆、2座综合体育场、5处网球场以及2处足球或橄榄球场。
代勒体育俱乐部是当地的一支足球队，成立于1920年，2020至2021赛季参加勃艮第-弗朗什-孔泰大区足球联赛，其主场为位于市区西北部的“燕麦球场”（Stade des Fromentaux）。

### 环境
代勒的环境事务由其所属的公共社区负责。2018年，代勒境内共有5家污染企业。

### 治安
2018年，代勒市镇范围内有1处宪兵队。
2014年，代勒及附近地区共发生各类案件1,960起，其中盗窃类案件1,286起，经济类案件191起，毒品交易类案件59起。

## 文化
2019年，代勒境内有1家电影院。代勒市政府提供多媒体中心，向公众全年开放。

### 建筑
代勒境内有多处法国国家文物保护单位，其中圣莱热教堂（Église Saint-Léger）、代勒城堡（Château de Delle）等为当地的代表性建筑物。

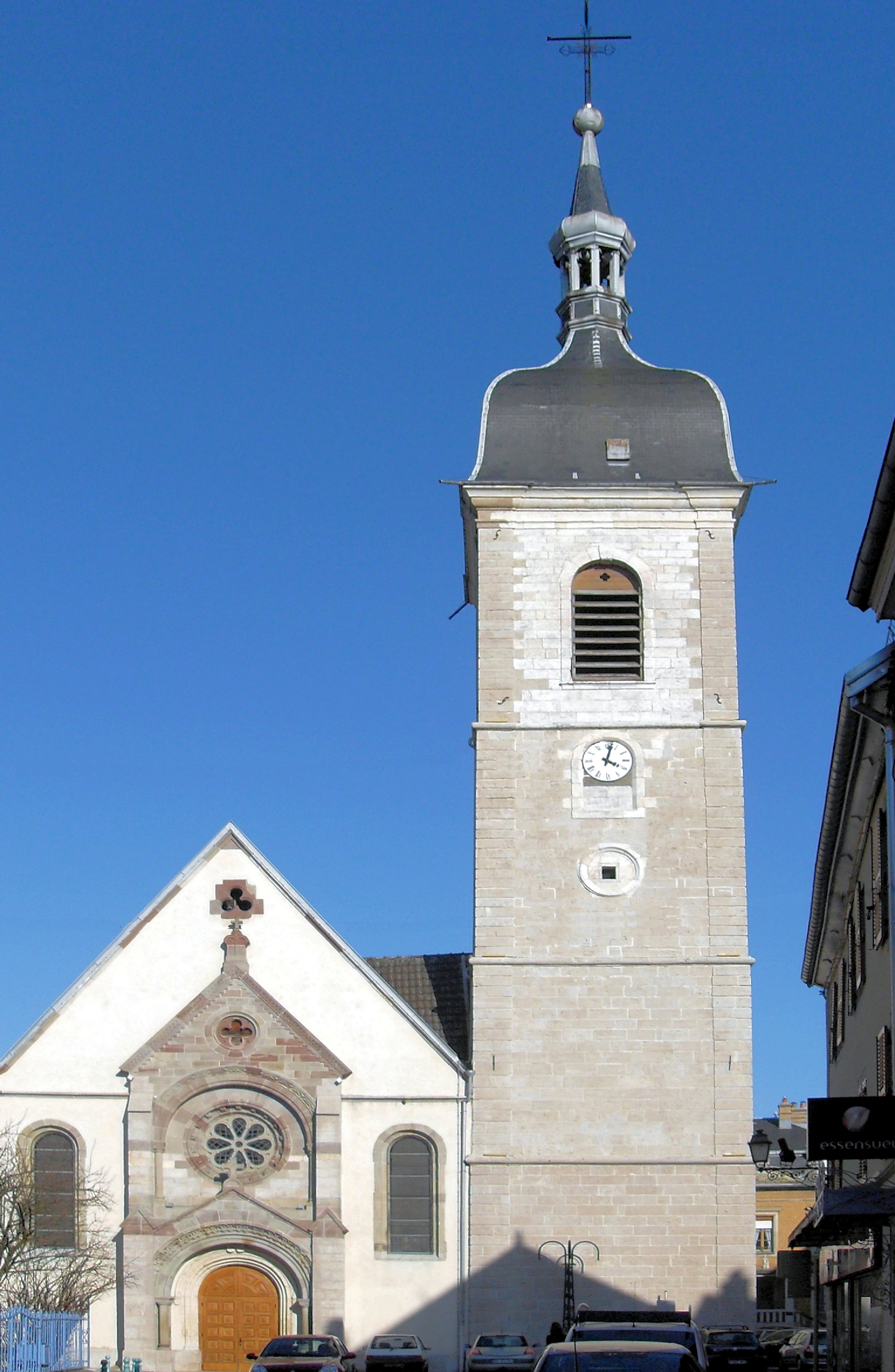
圣莱热教堂
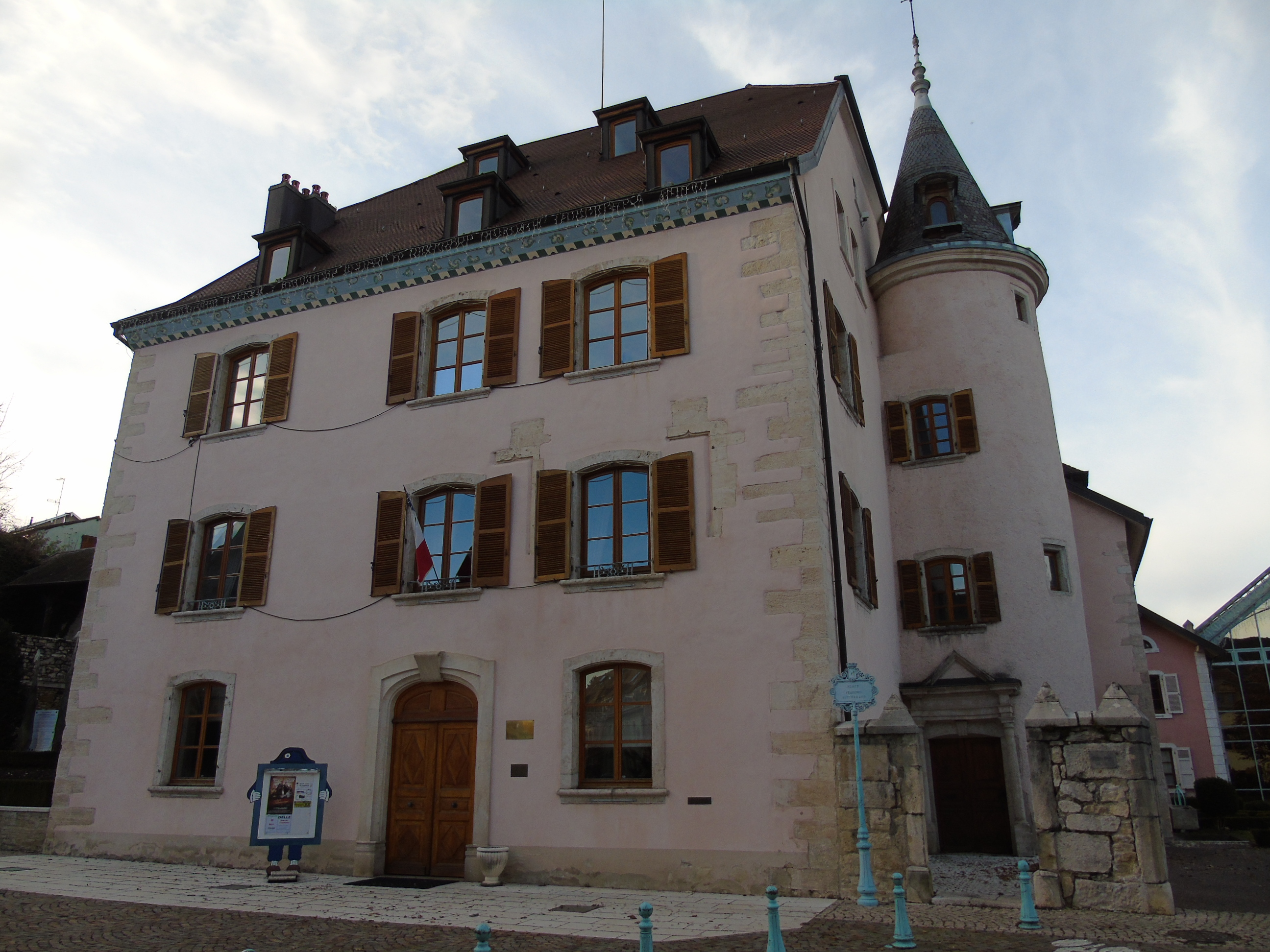
代勒城堡
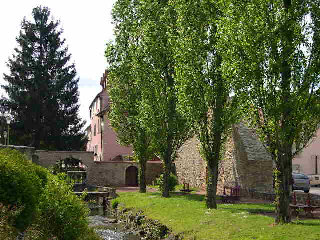
代勒城墙遗址
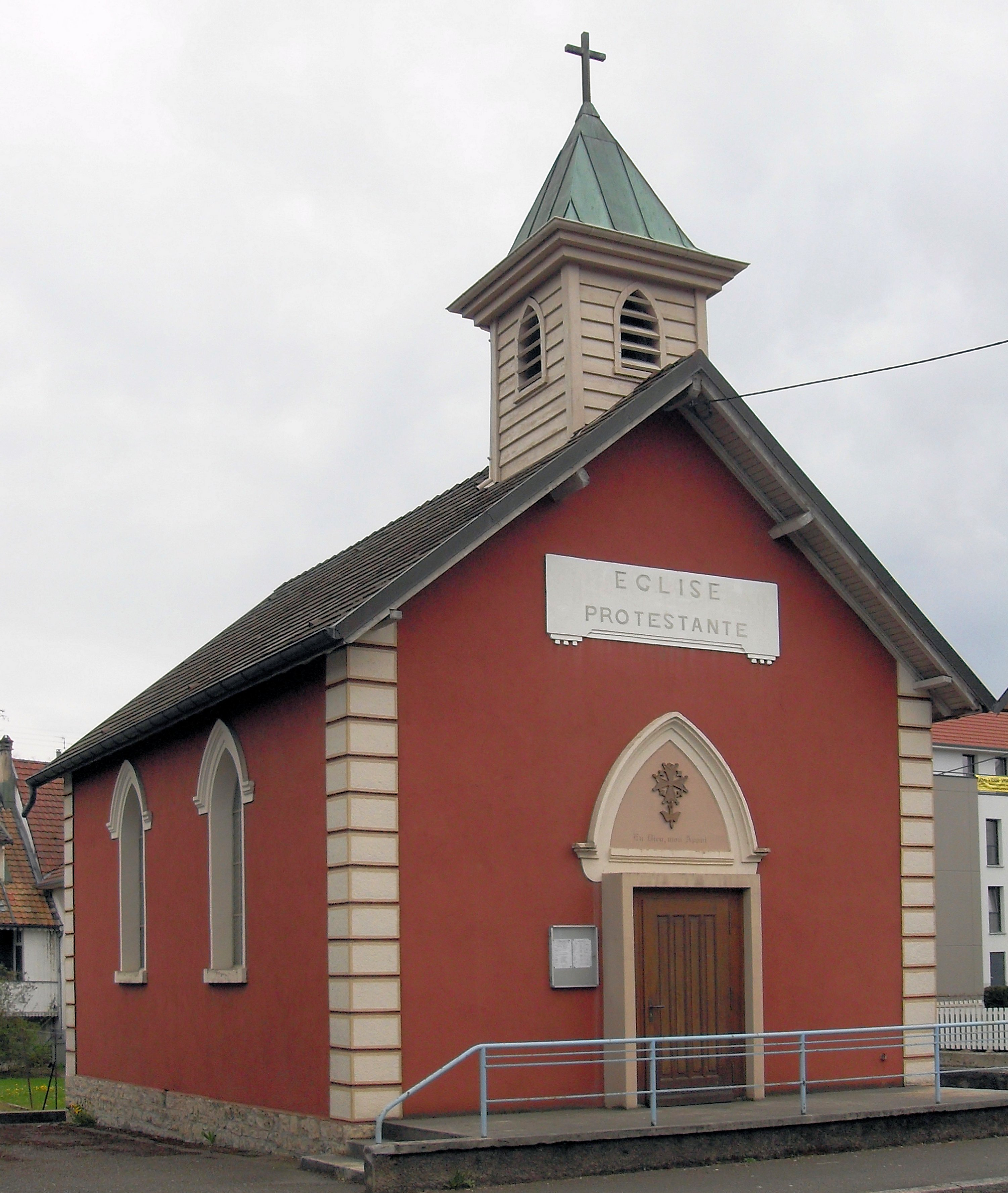
路德教堂
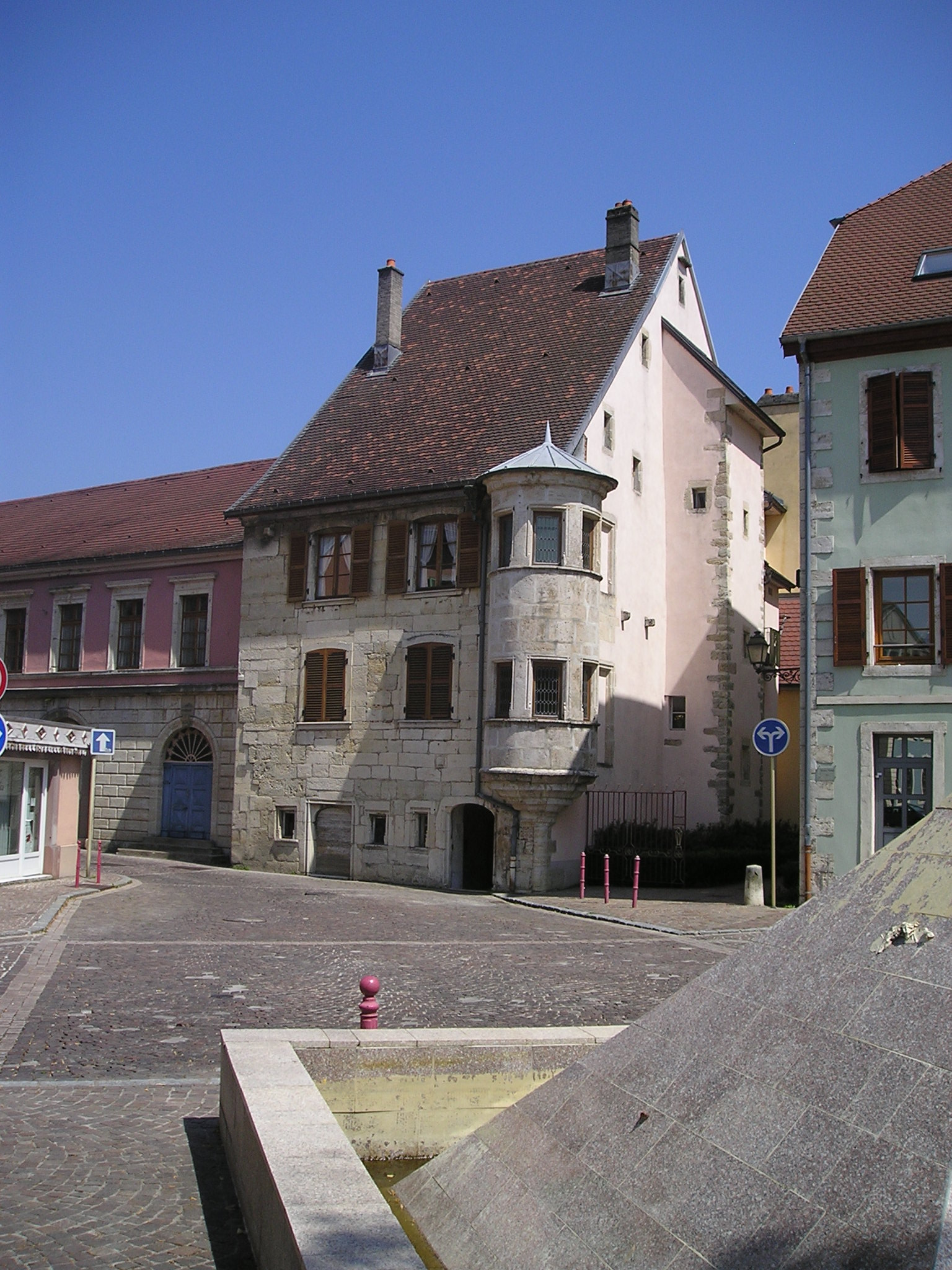
转塔楼（民居）

### 旅游
代勒的旅游事务由其所属的公共社区负责。2020年，代勒境内有1个露营地，可容纳共90辆露营车。

### 媒体
法国主要的媒体均可在代勒接收，法国电视三台下属的勃艮第-弗朗什-孔泰大区频道在部分时段播出代勒所属区域的地方新闻。

### 活动
代勒每年夏季举办地方性的狂欢节。

## 相关人物
法国大革命时期的将军巴尔泰勒米·路易·约瑟夫·谢雷尔、足球运动员及教练和雅克·克勒瓦西耶，以及法国陆军总司令蒂埃里·布克哈德、游泳运动员阿莫里·勒沃均出生于代勒。

## 友好城市
截至2020年12月，代勒共与一座城市互为友好城市关系：
- 匈牙利 圣戈特哈德